# Alpera
Alpera ist eine Kleinstadt und eine Gemeinde (municipio) mit nur noch 2.260 Einwohnern (Stand: 2024) in der Provinz Albacete in der Autonomen Region Kastilien-La Mancha im Südosten Spaniens. Die Stadt liegt an der Ruta de la Lana, einem mittelalterlichen Handels- und Pilgerweg.

## Lage und Klima
Alpera liegt im Südosten Neukastiliens etwa 60 km (Fahrtstrecke) östlich der Provinzhauptstadt Albacete in einer Höhe von ca. 825 m. Das Klima im Winter ist gemäßigt, im Sommer dagegen warm bis heiß; die eher geringen Niederschlagsmengen (ca. 385 mm/Jahr) fallen – mit Ausnahme der nahezu regenlosen Sommermonate – verteilt übers ganze Jahr.

## Bevölkerungsentwicklung
| Jahr      | 1857  | 1900  | 1950  | 2000  | 2019  |
| Einwohner | 2.815 | 3.167 | 4.046 | 2.349 | 2.265 |

Infolge der Mechanisierung der Landwirtschaft, der Aufgabe bäuerlicher Kleinbetriebe und des daraus resultierenden Verlusts von Arbeitsplätzen ist die Einwohnerzahl der Gemeinde seit der Mitte des 20. Jahrhunderts deutlich gesunken (Landflucht).

## Wirtschaft
War die Stadt früher hauptsächlich agrarisch und in geringem Umfang merkantil orientiert, so spielen heute Handel und Handwerk sowie das Dienstleistungsgewerbe die dominierenden Rollen. Wichtigste landwirtschaftliche Produkte sind Wein, Oliven und Mandeln. Die Stadt hatte einen Bahnhof, der jedoch seit einer Streckenbegradigung im Jahr 2006 stillgelegt ist. Die Autovía A-31 verläuft ca. 7 km südlich am Ort vorbei.

## Geschichte
Mehrere Höhlen (abris) in der Umgebung wurden schon in der Steinzeit von Menschen genutzt; in der Cueva de la Vieja haben sich Felsmalereien erhalten. Iberische, römische und selbst islamisch-maurische Funde fehlen. Nach der Rückeroberung (reconquista) durch die Christen im Jahr 1240 durch kastilische Truppen kam das Gebiet um Alpera unter die Grundherrschaft (señorio) von Chinchilla de Monte-Aragón; erst im Jahr 1568 wurde der Ort selbständig.

## Sehenswürdigkeiten

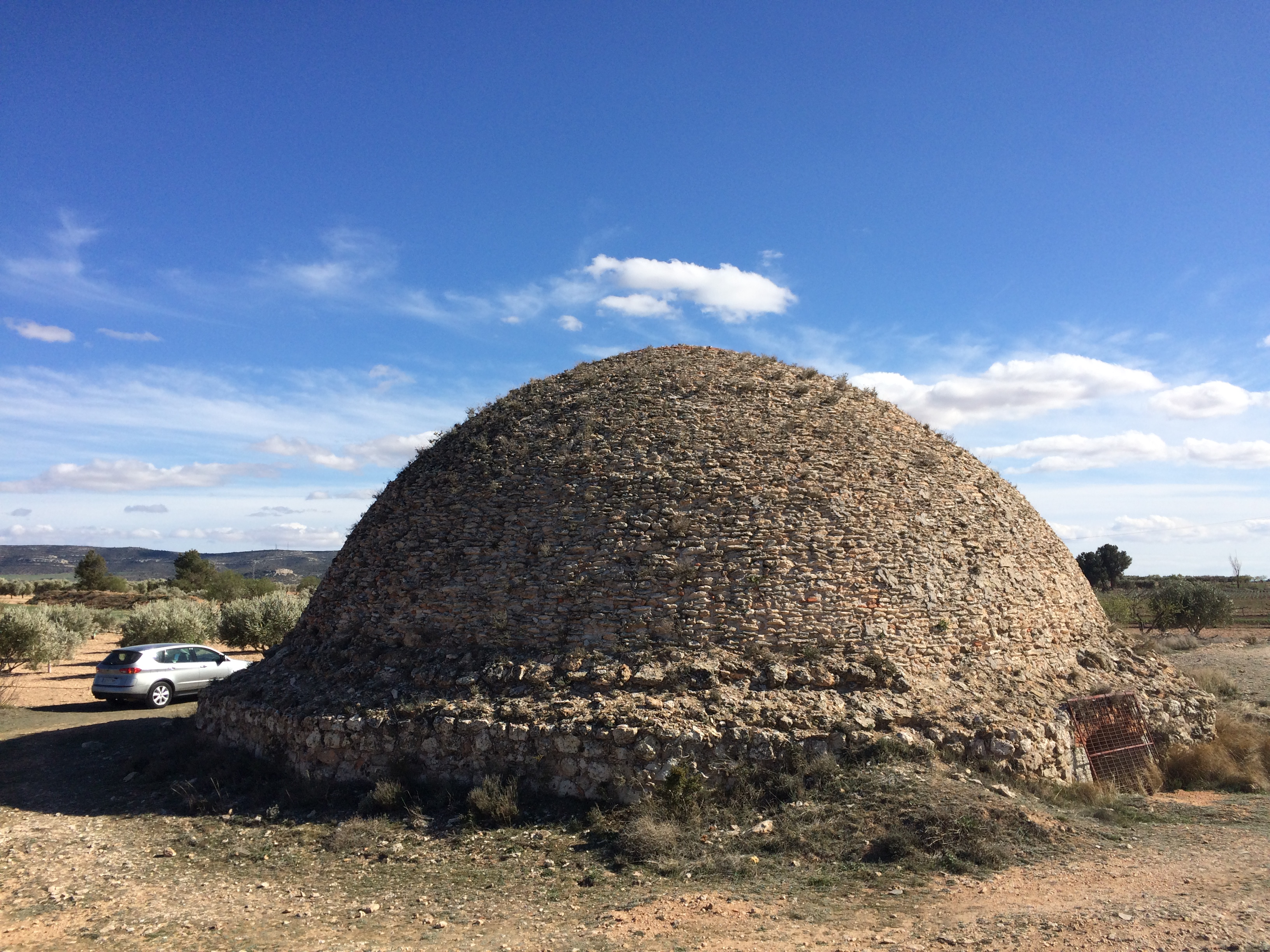
Eiskeller (pozo de nieve)

- Drei Steinzeithöhlen wurden zu Beginn des 20. Jahrhunderts entdeckt – darunter auch die Cueva de la Vieja mit etwa 100 Felsbildern, die Jagdszenen (auch mit Pfeil und Bogen) enthalten. Ihr Alter wird auf etwa 5000 bis 8000 Jahre geschätzt.[5][6]
- Von der mittelalterlichen Burg sind nur spärliche Reste erhalten.[7]
- Die weitgehend aus Bruchsteinen errichtete Iglesia de Santa Marina ist ein einschiffiger Bau mit Seitenkapellen und einem Querhaus mit Vierungskuppel aus dem 18. Jahrhundert. In einer der Seitenkapellen wird ein Splitter des Heiligen Kreuzes gezeigt.[8]

Umgebung
- Etwa 1 km östlich des Ortes befindet sich ein überkuppelter Eiskeller (pozo de nieve) aus dem 16. bis 18. Jahrhundert.[9]